# José María Heredia y Campuzano
José María Heredia y Heredia, cunoscut și ca José María Heredia y Campuzano, (n. 31 decembrie 1803 - d. 21 mai 1839) a fost un poet cubanez, precursor al romantismului.
În creația sa, imaginația romantică este în perfectă concordanță cu clasicitatea formei.
Lirica sa are o tematică variată: de la motive arcadice și eroice, la cele sociale și patriotice și dovedește o mare capacitate desciptivă și stăpânire a tehnicii poetice.

## Scrieri
În 1825 publică volumul Poesías (Poezii), în care, printre cele mai valoroase poeme, regăsim:
- A mi esposa
- El desamor
- A mi caballo
- Patria
- Himno del desterrado
- Muerte del toro
- En una tempestad
- Himno al Sol
- Niágara
- En el Teocalli de Cholula.